# Domaine de Shikano

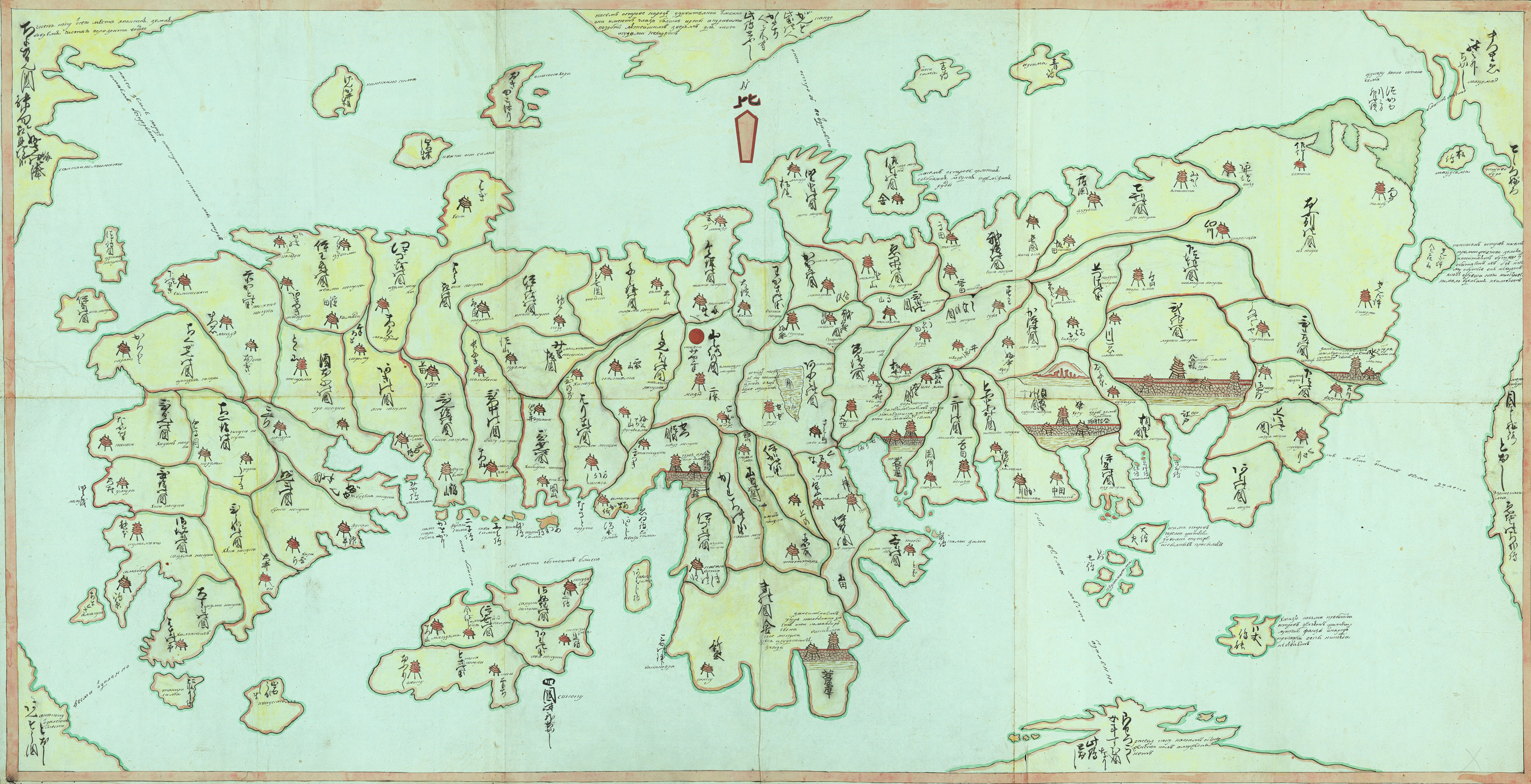
Carte du Japon, 1789. Le système han affecte la cartographie.

Le domaine de Shikano (鹿野藩, Shikano-han) est un domaine féodal japonais de l'époque d'Edo, situé dans la province d'Inaba, correspondant à l'actuelle préfecture de Tottori. 
Dans le système han existe une abstraction politique et économique basée sur les enquêtes cadastrales périodiques et les prévisions des rendements agricoles. Autrement dit, le domaine est défini en termes de kokudaka et non de superficie de terres, ce qui est différent du féodalisme en Occident.

## Liste de daimyos
Les daimyos héréditaires sont chefs de clan et maître du domaine.
- Clan Kamei, 1587-1617 (tozama daimyo ; 43 000 koku)[4].

1. Kamei Korenori[4]
2. Kamei Masanori[4]

- Clan Ikeda, 1640-1662 (tozama daimyo ; 43 000 koku)[1]

## Source de la traduction
- (en) Cet article est partiellement ou en totalité issu de l’article de Wikipédia en anglais intitulé « Shikano Domain » (voir la liste des auteurs).